# Antoine Vidal

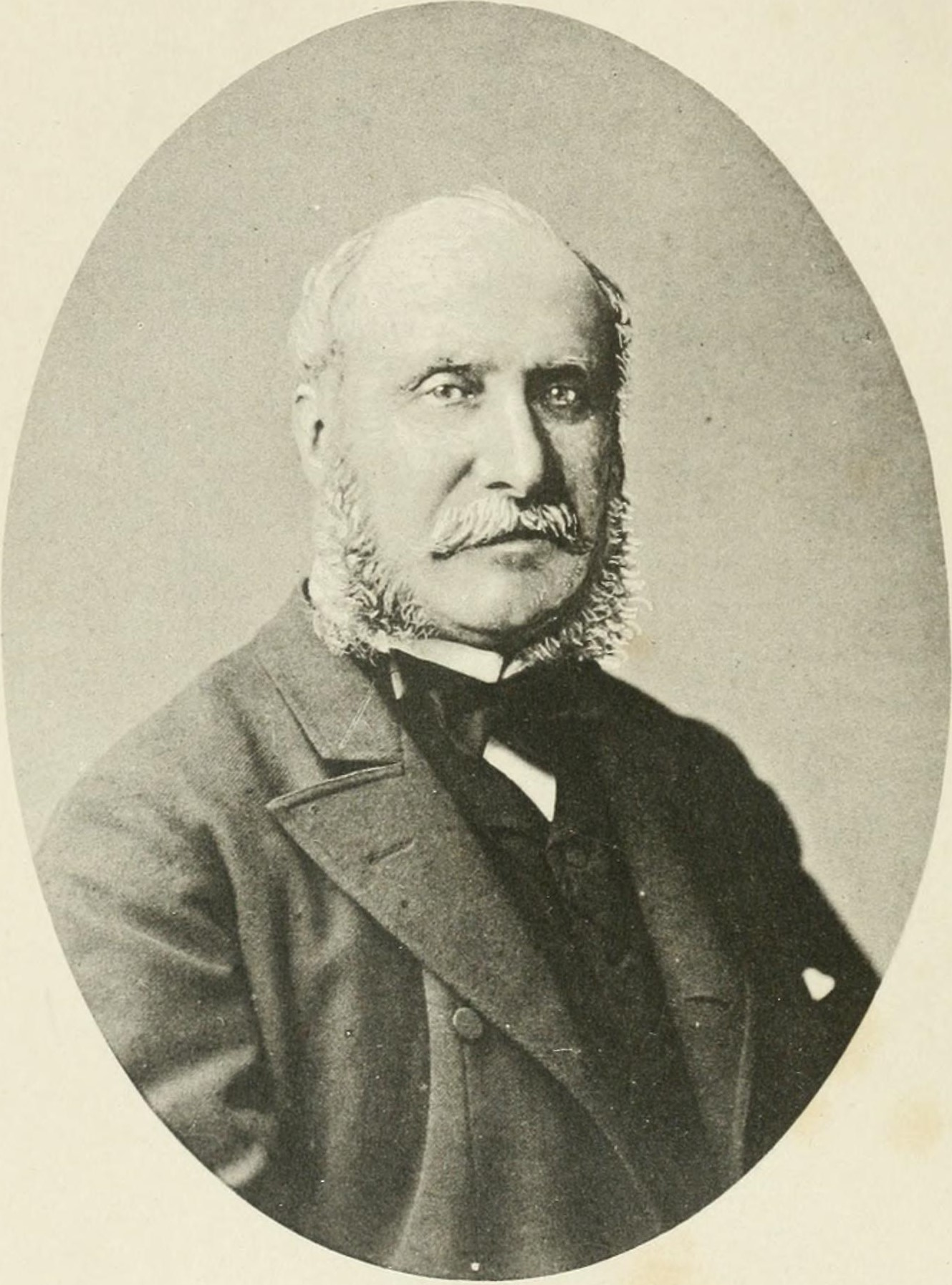
Antoine Vidal (1889)

Louis Antoine Vidal, född 1820 i Rouen, död den 17 januari 1891 i Paris, var en fransk musikskriftställare.
Vidal var lärjunge till Auguste Franchomme i violoncellspel, utgav ett stort och rikhaltigt arbete över stråkinstrumenten, deras historia, tillverkare, virtuoser på dem och kompositörer för dem: Les instruments à archet (3 kvartband, 1876–1878, med gravyrer av Frédéric Désiré Hillemacher). Han skrev även La luthierie et les luthiers (1889).